# نوردسه دورپ
نوردسه دورپ (به هلندی: Noordse Dorp) یک منطقهٔ مسکونی در هلند است که در نیوکوپ واقع شده‌است. نوردسه دورپ ۶۰ نفر جمعیت دارد.